# Cornwall
För andra betydelser, se Cornwall (olika betydelser).
Cornwall (korniska: Kernow) är ett brittiskt ceremoniellt grevskap i sydvästra England, beläget väster om Tamarfloden. Huvudorten är Truro. Scillyöarna utanför Cornwalls sydvästspets ingår också i grevskapet, men har haft separat förvaltning sedan slutet av 1800-talet.
Cornwall har jämfört med andra delar av Storbritannien ett relativt milt klimat. Det är känt för sina trädgårdar, och på våren blommar näsduksträden och hagtornshäckarna. Grevskapet är även känt för den lokala cidern, som kallas cornish cider eller scrumpy och traditionella piroger, kallade pasties. Newquay har goda surfmöjligheter, med många stränder och ofta höga vågor. Staden ligger i nordvästra Cornwall och har en flygplats.
Historiskt har Cornwall haft en betydande gruvindustri med brytning av tenn sedan antiken. Under senare tid har ekonomin varit mindre stark och inkomstnivån är en av Storbritanniens lägsta.
Cornwalls traditionella keltiska befolkning kallas korner och deras språk korniska. Det är ett sydvästbrittiskt språk nära besläktat med bretonskan och något mer avlägset med kymriskan. Området kallades även historiskt för Västra Wales. En del av Cornwalls invånare förespråkar större autonomi i Storbritannien. De mest extrema är organiserade inom Cornwalls befrielsearmé (CNLA) och kräver självständighet. Den extremistiska gruppen har dock inte gjort större väsen av sig sedan en serie attacker på 1980-talet. Den 24 april 2014 fick det korniska folket status som minoritetsfolk i likhet med skottar, walesare och irländare. Erkännandet är enligt Europarådets ramkonvention om skydd för nationella minoriteter och efter påtryckningar från Cornwalls självständighetsparti, Mebyon Kernow.
Cornwall har en egen flagga, svart med ett vitt kors, känt som Saint Piran's Cross (Pirans kors). Piran är Cornwalls skyddshelgon.

## Administrativ indelning
Administrativt är grevskapet uppdelat i två distrikt (enhetskommuner):

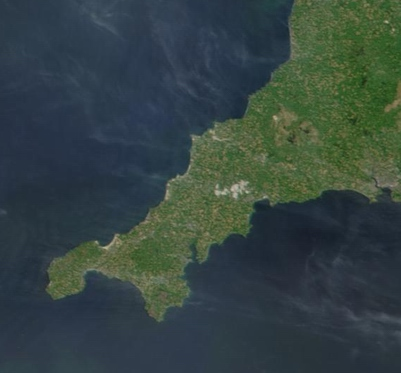
Cornwall
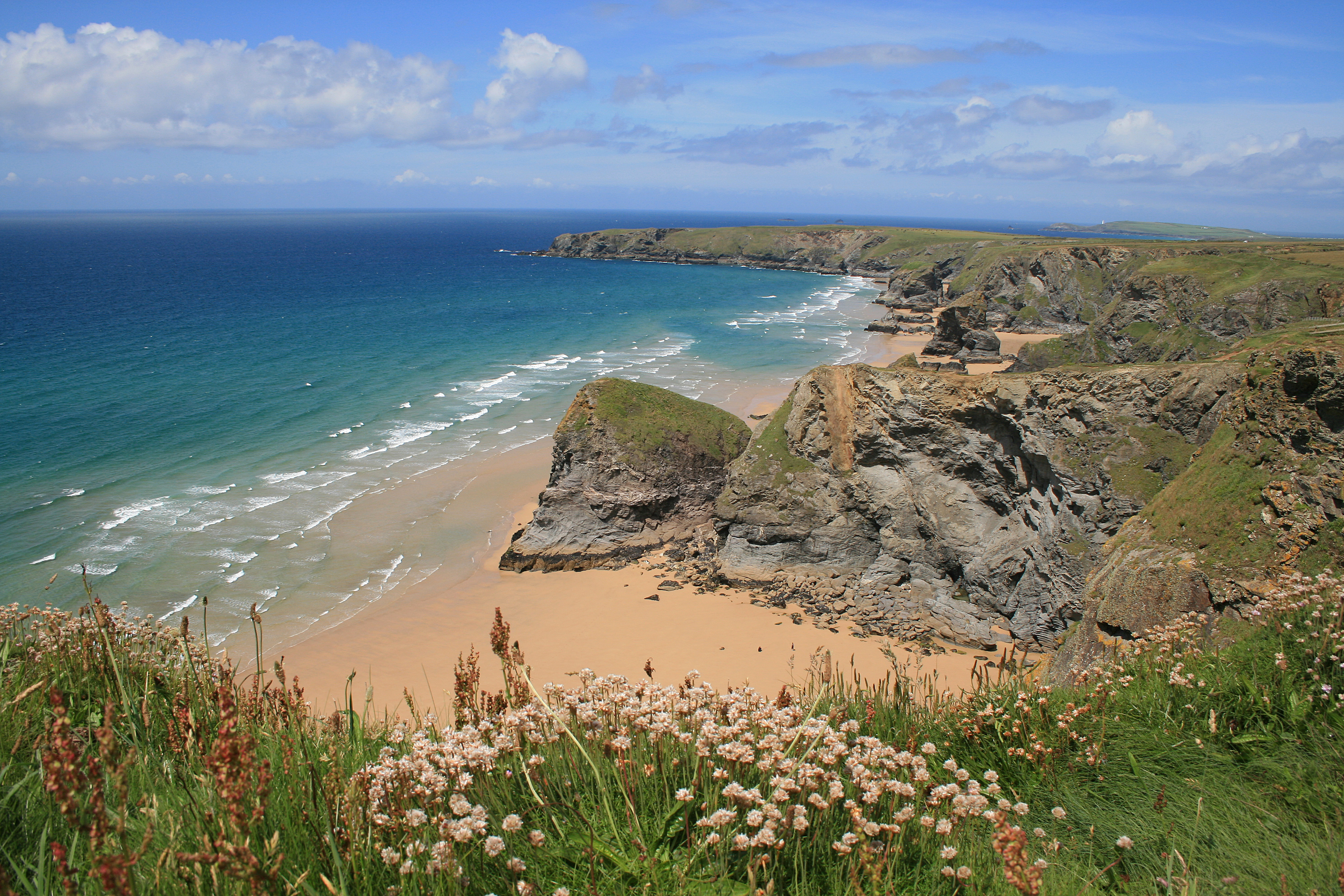
Cornwalls kust vid Bedruthan.
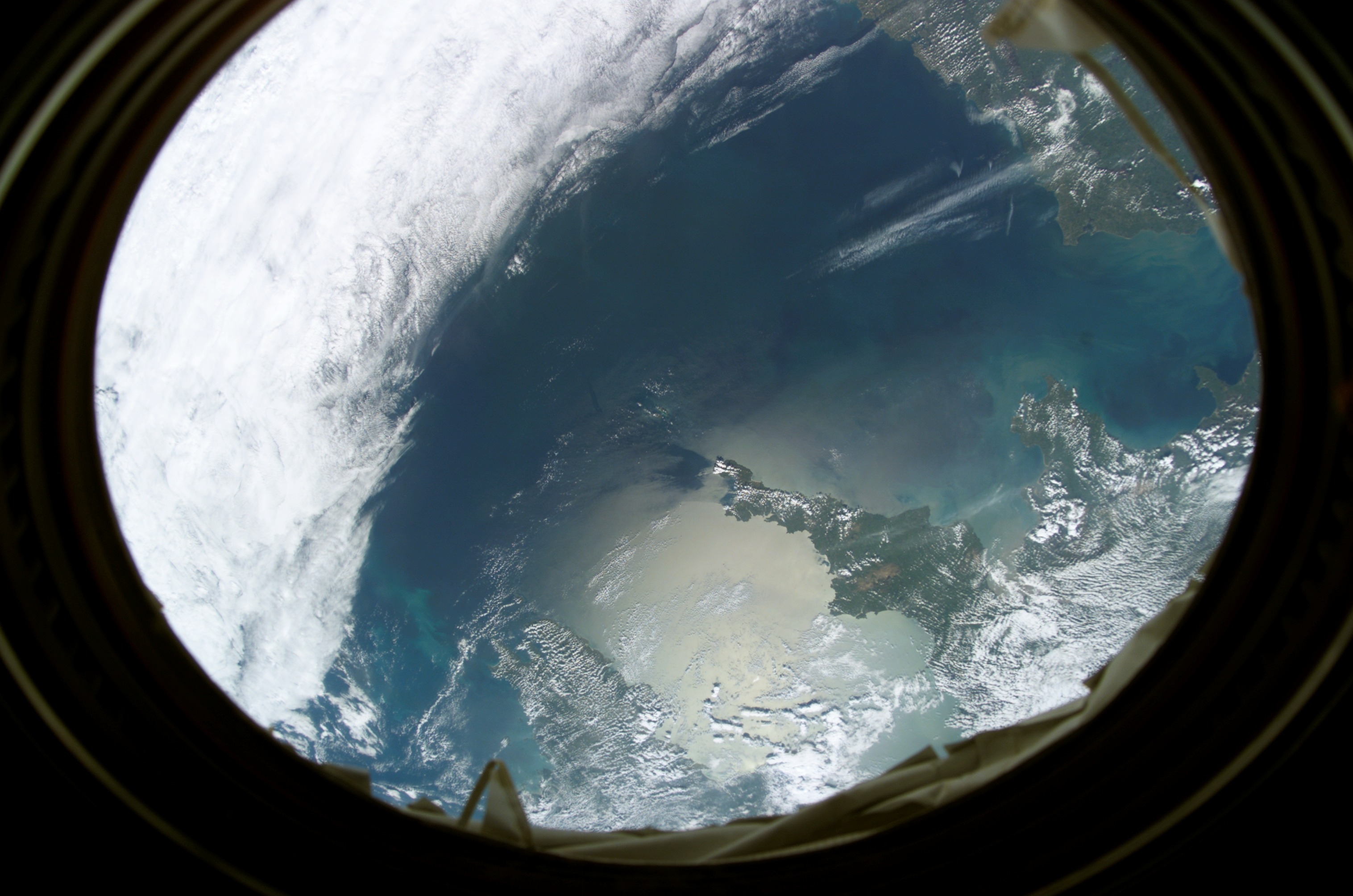
Cornwall (International Space Station)

- Scillyöarna

Distrikten är i sin tur uppdelade i 218 stycken civil parishes, varav fem ligger i Scillyöarna. Ett undantag är fyrplatsen Wolf Rock som inte tillhör någon civil parish.